# Seznam nizozemskih violinistov
Seznam nizozemskih violinistov.

## J
- Janine Jansen (1978)

## K
- Rudolf Koelman
- Herman Krebbers (1923-2018)

## O
- Theo Olof

## R
- André Rieu

## S
- Jaap Schröder

## T
- Jelle van Tongeren

## Z
- Jaap van Zweden